# Bengt Johnson
Bengt Wilhelm Johnson, född 19 mars 1923 i Matteus församling i Stockholm, död 17 februari 1966 i Saltsjöbaden, var en svensk folkpartistisk politiker. Johnson, som var socionom, var förbundsordförande i Folkpartiets ungdomsförbund mellan 1954 och 1957. Han var far till Anders Johnson, Mats Sylvan och Birgitta Sylvan.